# Бакланова, Елизавета Георгиевна
Елизавета Георгиевна Бакланова (1897; Российская империя, Соликамский уезд, Пермская губерния) — звеньевая колхоза. Герой Социалистического труда.

## Биография
Родилась в Соликамском уезде Пермской губернии (ныне Усольский район Пермского края).
Звеньевая колхоза «Новая жизнь» Верхне-Муллинского района Молотовской области. За получение высоких урожаев пшеницы (31,8 центнера с гектара на площади 9,5 гектара) в 1947 году Е. Г. Баклановой было присвоено звание Героя Социалистического Труда с вручением Ордена Ленина и золотой медали «Серп и Молот».
По итогам работы в 1948 году звеньевая Е. Г. Бакланова награждена вторым Орденом Ленина.

## Награды и звания
- Герой Социалистического Труда (19.03.1948 № 1356)
- два ордена Ленина (19.03.1948, 28.04.1949)
- Орден «Материнская слава»
- Медали